# Montcornet (Aisne)
Montcornet is een gemeente in het Franse departement Aisne (regio Hauts-de-France). De plaats maakte deel uit van het arrondissement Laon, maar werd op 1 januari 2017 overgeheveld naar het arrondissement Vervins. Montcornet telde op 1 januari 2022 1.224 inwoners.
Bij Montcornet is tijdens de Slag om Frankrijk een veldslag gevoerd tussen de Duitse en Franse pantserdivisies. De slag om Montcornet eindigde in een tactische Duitse overwinning.

## Geografie
De oppervlakte van Montcornet bedroeg op 1 januari 2022 5,74 vierkante kilometer; de bevolkingsdichtheid was toen 213,2 inwoners per km².
De onderstaande kaart toont de ligging van Montcornet met de belangrijkste infrastructuur en aangrenzende gemeenten.

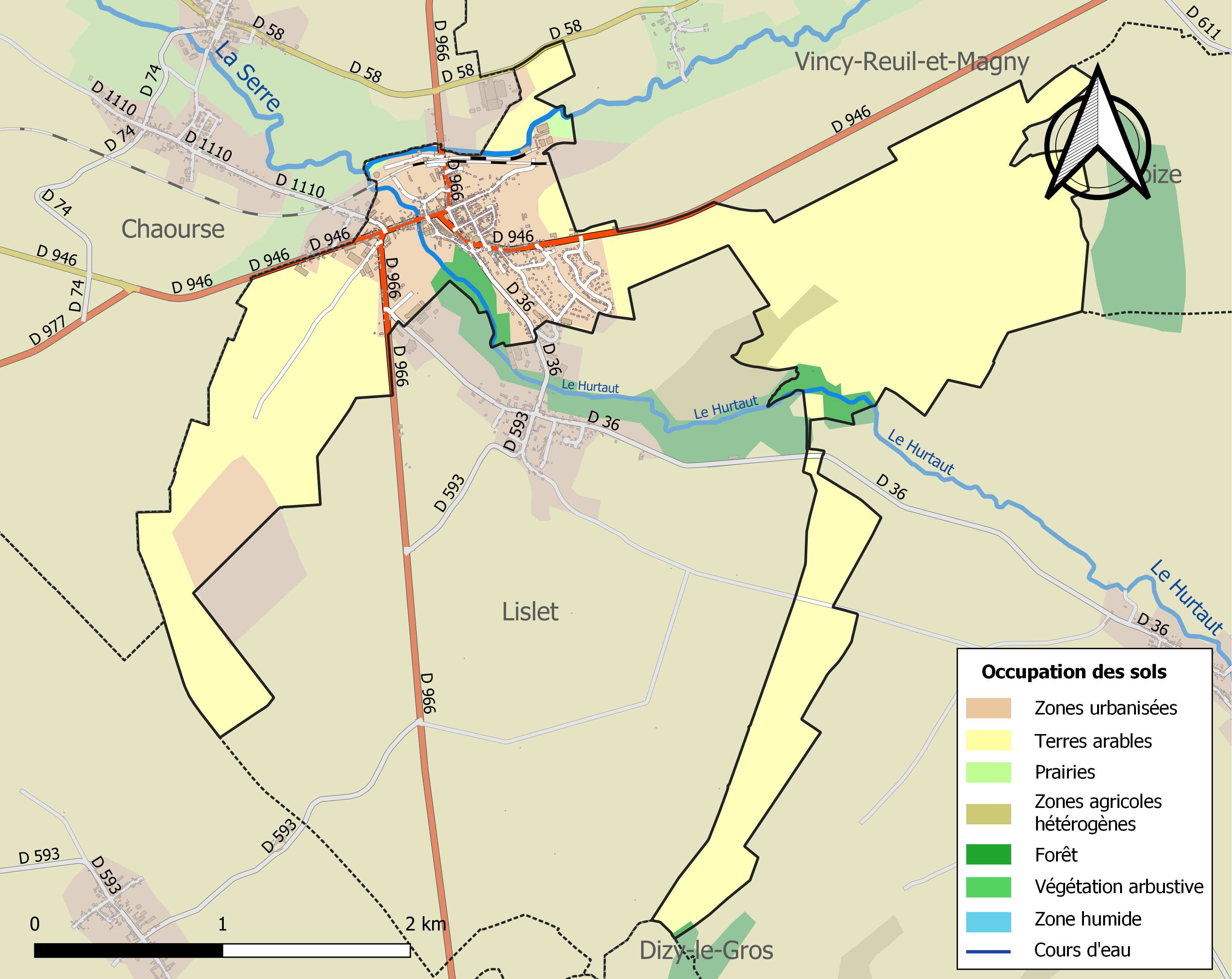

## Demografie
Onderstaande figuur toont het verloop van het inwonertal (bron: INSEE-tellingen).
Vanwege een beveiligingsprobleem met de MediaWiki Graph-software is het momenteel niet mogelijk deze grafiek weer te geven. Zodra de software is bijgewerkt zal de grafiek vanzelf weer zichtbaar worden.